# Aeroportul Regional Venango
Aeroportul Regional Venango (IATA: FKL, ICAO: KFKL, FAA LID: FKL) este un aeroport din Pennsylvania, Statele Unite ale Americii ce deservește zona Franklin⁠(d). Aeroportul a fost tranzitat în 2019 de 3.338 de pasageri.
Situat la o altitudine de 469 m, aeroportul dispune de 2 piste.

## Infrastructură

### Piste
Aeroportul dispune de 2 piste. Pista 03/21 are suprafața de asfalt și dimensiunile 5.200 picioare × 150 picioare. Pista 12/30 are suprafața de asfalt și dimensiunile 3.593 picioare × 100 picioare. 